# Люненбург (Вермонт)
Люненбург (англ. Lunenburg) — місто (англ. town) в США, в окрузі Ессекс штату Вермонт. Населення — 1246 осіб (2020).

## Демографія
Згідно з переписом 2010 року, у місті мешкали 1302 особи в 578 домогосподарствах у складі 377 родин. Було 819 помешкань
Расовий склад населення:
| - 97,8 % — білих - 0,6 % — корінних американців - 0,3 % — чорних або афроамериканців - 0,2 % — азіатів |

До двох чи більше рас належало 0,8 %. Частка іспаномовних становила 0,9 % від усіх жителів.
За віковим діапазоном населення розподілялося таким чином: 18,3 % — особи молодші 18 років, 63,5 % — особи у віці 18—64 років, 18,2 % — особи у віці 65 років та старші. Медіана віку мешканця становила 46,0 року. На 100 осіб жіночої статі у місті припадало 102,5 чоловіків;  на 100 жінок у віці від 18 років та старших — 101,5 чоловіків також старших 18 років.
Середній дохід на одне домашнє господарство  становив 43 044 долари США (медіана — 36 125), а середній дохід на одну сім'ю — 53 280 доларів (медіана — 44 853). Медіана доходів становила 42 125 доларів для чоловіків та 32 500 доларів для жінок. За межею бідності перебувало 16,6 % осіб, у тому числі 19,7 % дітей у віці до 18 років та 13,1 % осіб у віці 65 років та старших.
Цивільне працевлаштоване населення становило 465 осіб. Основні галузі зайнятості: освіта, охорона здоров'я та соціальна допомога — 26,9 %, будівництво — 14,6 %, роздрібна торгівля — 10,5 %, виробництво — 8,2 %.